# قتل هيذر سترونج
في فبراير 2009، تم اختطاف و قتل هيذر سترونج (Heather Strong) في ماريون كاونتى بولاية فلوريدا. أصبحت إيميليا ليلي كار (Emilia Lily Carr) موضع شك لكونها منافسة لسترونج في حب رجل كانت الأخيرة على علاقة به. ونفت كار أي شعور بالذنب وزعمت في تصريحاتها أنها أُجبرت على ذلك. ومع ذلك، وُجدت كار متهمة في ديسمبر 2010 وأُعدمت بحقنة مميتة في فبراير 2011. كانت كار واحدة من خمس نساء في انتظار تنفيذ حكم الإعدام في ولاية فلوريدا. في 19 مايو 2017 تم الحكم على إيمليا كار بالسجن المؤبد دون إطلاق سراح. كما أُدين چوشوا فولهام (Joshua Fulham) زوج هيذر سترونج وشريكه في قضية كار بالقتل من الدرجة الأولى والاختطاف. في محاكمة منفصلة، حيث اعترف بالذنب تلقى چوشوا حكمين متتاليين من السجن مدى الحياة لتورطه في قتل سترونج.

## خلفية عن الجريمة
ولدت إميليا ليلى كار إميليا ييرا في 4 أغسطس 1984. وكانت ثاني أخت من ثلاث شقيقات. وقدرت طبيبة نفسانية أن معدل ذكائها يبلغ 125. وفي سن الخامسة عشرة، أبلغت عن إساءة معاملة والدها لمدرستها، ولكنها سحبت بيانها إلى المسؤولين. وفي فبراير / شباط 2004، أُدين والد كار بمحاولة التماس اغتيال عائلته (إميليا، وأمها، وأحد أخواتها) وحُكم عليه بالسجن لمدة أربع سنوات.وقد تزوجت كار مرتين وقدمت أمراً تقييدياً ضد أحد أزواجها السابقين بسبب العنف المنزلي. وحُكم عليها بالسجن لمدة عامين بسبب ضلوعها في سرقة زوجها السابق من الطيور الغريبة. كان لدى كار ثلاثة أطفال في ذلك الوقت، أحدهم مع صديقها السابق جيمي آموم. في وقت القتل، كانت حاملاً في شهرها الثامن مع طفل يفترض أنه جوشوا فولغهام. في تشرين الثاني / نوفمبر 2008، تمت خُطبة كار علي جوشوا داميان فولغهام، الذي تزوج بدلاً منها هيذر سترونج بعد شهر واحد. ومع ذلك، حافظت كار على الاتصال بهم ورعاية أطفال سترونج. في يناير / كانون الثاني 2009، ألقي القبض على فولغام بتهمة التهديد بالقوة باستخدام بندقية، لكنه أُفرج عنه بعد أن أسقطت تهمة الاعتداء المشدد بسلاح ناري. اكتشف المحققون في وقت لاحق أن كار قد هدد بقوة بسكين لإجبارها على سحب شكواها الجنائية. أعاد كل من كار وفولغام تأسيس علاقتهما بينما بدأت سترونج ترى شخصًا آخر. أصبح فولغام وسترونج متورطين في معركة قانونية حول حضانة طفليهما.

## جريمة القتل

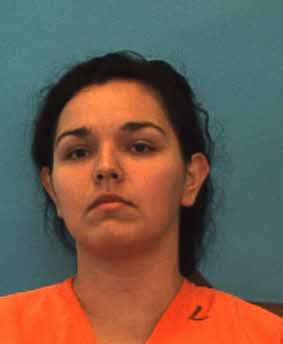
صورة كار من إدارة فلوريدا للإصلاح (Florida Department of Corrections)

في فبراير / شباط 2009، اختفت هيذر سترونغ، التي كانت تبلغ من العمر 26 عاماً من مدينة سيترا بولاية فلوريدا، بينما كانت تعمل في مطعم آيرون سكيلت في محطة بترول بالقرب من الطريق السريع 75 في ريديك. وأُبلغ عن اختفائها في 15 فبراير / شباط. وتم اكتشاف بقاياها في 19 مارس / آذار، في قبر ضحل بمقطورة تخزين في بوردمان، بالقرب من ماكينتوش بولاية فلوريدا. واعتقلت كار في 24 مارس، بعد أن لاحظ المحققون تواتر تصريحاتها للسلطات. كما سجل المحققون صوت كاري من أجل مناقشة تفاصيل الجريمة مع أخت فولغهام. كار، التي كانت في ذلك الوقت حاملاً في شهرها السابع مع طفل فولغهام، خدعت سترونج  في مقطورة التخزين خلف منزل أم ماريا كار، ووضعت كيسًا من البلاستيك فوق رأسها بعد أن حاولت دون جدوى كسر عنقها. توفت في نهاية المطاف سترونج من الاختناق في حين ربطها شريط لاصق علي كرسي كمبيوتر.
ألقي القبض على زوج سترونج المستقيل جوشوا فولغهام للاشتباه في تورطه في استخدام بطاقات الائتمان الخاصة بها بعد اختفائها. في وقت لاحق من مارس 2009، أنجبت كار طفلها الرابع أثناء احتجازها في سجن مقاطعة ماريون. حصلت أسرتها على حضانة أطفالها الثلاثة وابنتها فولغهام منذ ذلك الحين. قدمت كار اعترافًا للمحققين، لكنها زعمت أنها لم تفعل ذلك إلا على أمل لم شملها مع أطفالها.